# 贝讷-厄赛
贝讷-厄赛（法語：Beyne-Heusay，法語發音：[bɛn øzɛ]）是比利时瓦隆大区列日省列日區的一个市镇，通行法语，是比利时法语社群的一部分，人口12,019人（2018年）。

## 历史
贝讷（Beyne）、厄赛（Heusay）和讷维尔（Neuville）长久以来一直是独立的村庄，直到1796年才在法国治下合并，隶属于乌尔特省。拿破仑战败后，乌尔特省撤销，含贝讷-厄赛的原乌尔特省大部分地区成为荷蘭聯合王國列日省。1830年，比利時獨立，列日省成为比利时省份。1977年，原市镇贝莱尔、克迪布瓦以及弗莱龙的村庄穆兰苏弗莱龙并入贝讷-厄赛。

## 友好城市
- 法國 瓦斯卡勒（1970年）